# Carmen López Martínez
Carmen López Martínez (* 23. April 2005) ist eine spanische Tennisspielerin.

## Karriere
López Martínez spielt vor allem Turniere auf der ITF  Juniors Tour oder der ITF Women’s World Tennis Tour, auf der sie bislang aber noch keinen Titel gewinnen konnte.
2022 erhielt sie eine Wildcard für die Qualifikation zu den BBVA Open Internacional de Valencia, einem Turnier der WTA Challenger Series, wo sie aber bereits in der ersten Runde an Lucía Cortez Llorca mit 4:6 und 2:6 scheiterte.